# MS Legiony Polskie
MS Legiony Polskie – jeden z serii (BCT 70) sześciu masowców klasy Panamax zbudowanych dla PŻM w kopenhaskiej stoczni Burmeister & Wain w latach 1991–1992; początkowo pod polską banderą, następnie – Vanuatu. Statek nosi imię Legionów Polskich.

## Dane techniczne
Podstawowe dane jednostki:
- długość: ~248 m
- odległość między pionami ~224,55 m
- szerokość: 33,5 m
- masa pustego statku 13575,0 ton
- nośność: ~73 500 DWT
- zanurzenie konstrukcyjne: ~14 m
- prędkość: 15 węzłów
- napęd główny: silnik wysokoprężny, dwusuwowy, nawrotny, Hyundai – MAN B&W typu 5S60MC, osiągający moc 8010 kW (10 900 KM) przy 95 obr./min napędzający jedną śrubę napędową, prawoskrętną o średnicy 6,90 m i skoku stałym równym 4,85 m.
- zużycie paliwa 33 tony/doba
- zezłomowany w 2014 roku w stoczni złomowej w Pakistanie[1]

## Inne statki tej serii
- MS Orlęta Lwowskie
- MS Szare Szeregi
- MS Armia Krajowa
- MS Solidarność
- MS Polska Walcząca